# Basilica cattedrale di Nostra Signora della Pace
La Basilica cattedrale di Nostra Signora della Pace (in inglese: Cathedral Basilica of Our Lady of Peace, in hawaiano: Malia o ka Malu Hale Pule Nui) è la cattedrale cattolica della diocesi di Honolulu.
Si trova nel centro della città, alla fine di Fort Street Mall. È diventata basilica minore nel 2014, con una messa nell'anniversario della canonizzazione di san Damiano de Veuster, l'11 ottobre.
Fu costruita poco dopo la libertà religiosa concessa il 17 giugno 1839 dal re Kamehameha III (Edict of Toleration), su un terreno offerto dal re a Étienne Rouchouze, dai missionari del vicariato apostolico delle isole Sandwich, poi Hawaii, con il vescovo francese Louis-Désiré Maigret, il 15 agosto 1843, per cui è la più antica cattedrale statunitense ad essere ancora in servizio.

## Storia
Si dice che la Cattedrale di Nostra Signora della Pace sia la più antica cattedrale cattolica in uso continuo negli Stati Uniti e uno degli edifici più antichi esistenti nel centro della città.
La Cattedrale sorge su un terreno che fu donato ai missionari dal re Kamehameha III quando la missione fu fondata nel 1827. L'edificio fu inaugurato nel 1843 ed è fatto di semplici blocchi di pietra corallina che furono portati sul sito dalle coste di Kaka'ako. La Cattedrale Basilica di Nostra Signora della Pace è la chiesa madre della diocesi di Honolulu e funge da centro spirituale per il centro di Honolulu. Fu la casa di Padre Damien De Veuster, in seguito San Damiano, che servì la comunità della malattia di Hansen di Molokai per più di due decenni, e Madre Marianne Cope, in seguito Santa Marianna, che prestò culto nella Cattedrale al suo arrivo alle Hawaii. Una reliquia di San Damiano, un osso del piede e le spoglie mortali di Santa Marianna sono custodite nella Cattedrale Basilica. 

## Clero e personale attuale
- Rev. Pascual Abaya, Rettore
- Diacono. Jose Almuena, Jr., Ministero attivo
- Joseph Ramos, Assistente amministrativo
- Paula Manz, assistente di ufficio
- Kamalani Rodrigues, direttore della campagna
- Calvin Liu, Ministero della Musica
- Michael Bauer, Educazione religiosa[2]